# ガールズ・ジャスト・ワナ・ハヴ・ファン
「ガールズ・ジャスト・ワナ・ハヴ・ファン」 (Girls Just Want to Have Fun) は、シンディ・ローパーのソロ歌手としての最初のメジャーシングル曲。世界的なヒット曲になった。日本でのシングル発売時のタイトルは「ハイ・スクールはダンステリア」であったが、後に原題を片仮名表記したタイトルに修正された。

## 概要
プロモーション用も含め、シングルは38以上のヴァージョンがリリースされた。最も一般的なものは7インチシングル（ジャケットは様々なものがある）で、次に一般的なものは12インチシングル盤でいずれも1983年または1984年に発売された。
曲はロバート・ハザードによるもので、彼自身1979年にレコーディングしている。当初は男性視点の歌詞であった。ローパーヴァージョンではハザードの許可のもと、女性が演じるのにあわせた些細な歌詞変更がローパー自身により行われた。
1983年10月14日発売のソロデビューアルバム『シーズ・ソー・アンユージュアル』に収録された。10月17日にシングルカットされた。B面はアルバム未収録の「ライト・トラック・ロング・トレイン」。1984年3月10付のビルボード・Hot 100で2位を記録した。
シンセサイザー・サウンドに乗せた、女性の社会的地位に対する賛歌である。制作当時のシンディは「全ての女性たちに向けたアンセムを作りたい」と考えていたこともあり、男性作家が男性目線で書いたこの楽曲を歌うことに拒否感があり、プロデューサーのリック・チャートフに対しても「こんな曲、絶対やらない!」と断固拒否していた。しかし、チャートフと共に女性目線で歌うならばどうすればいいかアイデアを出し合いながらデモの制作を進め、最終的には納得のいく仕上がりになったと後のインタビューで明かしている。
マイリー・サイラス、パール・ジャム、グレッグ・ラズウェル、ジョン・メイヤー、アル・ヤンコビック（替え歌 "Girls Just Want to Have Lunch"）、アルヴィン&チップマンクス、ベン・ギバート、シビル・シェパード、ローリー、エミリー・オータム、トリプル・イメージ、ザ・ダンディ・ウォーホルズ、ノーマン・パーム、デヴィッド・ローリングス、ジ・オーディナリー・ボーイズ、キャムロンらのみならず、30人（組）を超えるアーティストからアルバムやライヴでカヴァーされた。またメキシコのバンド、ロス・ホロスコポス・デ・デュランゴはデュラングエンス・ヴァージョンとスパニッシュ・ヴァージョンの "Solo Quiero Bailar (I Just Want To Dance)"を発表した。ザ・チーター・ガールズは録音をしたものの、シングルはキャンセルされアルバムにも収録されなかった。
シングルは様々な形で発売され、たとえばオーストラリアではバースデイ・カードに同梱の3インチCDがリリースされた。また、カラオケヴァージョンも非常に多く作られている。ローパーは後に完全な手直しをし、1994年にレゲエ風のアレンジを施した「ヘイ・ナウ（ガールズ・ジャスト・ワナ・ハヴ・ファン）」としてヒットした。2005年には再度リメイクし、チャートフ、ウィットマンとローパーのプロデュース、ゲストボーカルに日本のパフィーを迎えてアルバム『ザ・ボディ・アコースティック』に収録した。

## ミュージック・ビデオ
シングルは奇抜なミュージック・ビデオとともにリリースされた。このビデオは1983年の夏にマンハッタンのロワー・イースト・サイドにあるマザー・スタジオで撮影された。撮影費用は3万5000ドルもかからなかったが、これはボランティアの出演者と、当時最先端の機材を無料で借りられたことによる。父親役はプロレスラーの“キャプテン”ルー・アルバーノが演じたが、母親役はローパーの実母のカトリーヌであり、ローパーの弁護士であるエリオット・ホフマンがローパーのダンス・パートナーを演じた。マネージャーのデヴィッド・ウルフや実弟のブッチ・ローパー、ポートレート/CBSの秘書軍団も出演者として駆り出された。
ローン・マイケルズ (Lorne Michaels) はホフマンの顧客という縁でローパーに、新品の100万ドルするデジタル編集機の貸し出しを快諾。これを使い、ローパーとお固い弁護士がニューヨークの通りでスネークダンスを踊る出演者を先導し、盛大なパーティに突入する映像を作成した。
当初は深夜のMTVで内輪向けに流されたが、すぐにヘヴィーローテーションされるようになり、1984年にMTVの最優秀女性ビデオ賞 (en:MTV Video Music Award for Best Female Video) を受賞した。

## 順位
シングルは10か国以上で1位になり、15か国以上でトップ10に入った。1位になったのは、オーストラリア、ブラジル、カナダ、チリ、アイルランド、イスラエル、日本（オリコン洋楽シングルチャートで1984年4月30日付から3週連続1位）、ニュージーランド、そしてノルウェーである。イギリスとアメリカでは2位になった。
| チャート (1983)                       | 最高順位 |
| ------------------------------------- | -------- |
| オーストラリア                        | 1        |
| オーストリア                          | 3        |
| カナダ                                | 1        |
| チリ                                  | 1        |
| コロンビア                            | 3        |
| キャッシュボックス・トップ100シングル | 1        |
| ヨーロピアン・トップ100シングル       | 1        |
| 西ドイツ                              | 6        |
| アイルランド                          | 1        |
| イスラエル                            | 1        |
| イタリア                              | 4        |
| 日本（オリコン総合チャート）          | 17       |
| 日本（オリコン洋楽チャート）          | 1        |
| オランダ                              | 3        |
| ニュージーランド                      | 1        |
| ノルウェー                            | 1        |
| 南アフリカ                            | 3        |
| スウェーデン                          | 5        |
| スイス                                | 6        |
| イギリス                              | 2        |
| ビルボード・ホット100                 | 2        |
| ビルボード・年間                      | 15       |

## 公式ヴァージョン
1. 延長ヴァージョン 6分8秒
2. ファン w/ビニューツン （インストルメンタル）7分10秒
3. エクストラ・ファン 5分5秒
4. リミックス 6分30秒
5. ラジオ・リミックス 3分39秒
6. ガールズ・ジャスト・ワナ・ハヴ・ファン（ft. パフィー）2分59秒

## クレジット
1. 歌詞:ロバート・ハザード / 制作:リック・チャートフ
2. 歌詞:シンディ・ローパー、エリー・グリニッチ、ジェフリー・B・ケント / 制作:リック・チャートフ

## ヘイ・ナウ（ガールズ・ジャスト・ワナ・ハヴ・ファン）
ヘイ・ナウ（ガールズ・ジャスト・ワナ・ハヴ・ファン） (Hey Now (Girls Just Want to Have Fun)) はシンディ・ローパーの1994年のヒットコレクションアルバム『グレイテスト・ヒッツ』からのシングルカット曲。

### 概要
オリジナルをレゲエ混じりにアレンジし直したもので、レッドボーンの「カム・アンド・ゲット・ユア・ラヴ」のコーラスを使用している。
『トゥエルヴ・デッドリー・シンズ』ツアー以前のコンサートで、様々なヴァージョンを披露し、『グレイテスト・ヒッツ』のヴァージョンを作り上げていった。すべてのは『ハット・フル・オブ・スターズ』ツアーから始まった。シンガポールでのコンサートでまず大きく変えたヴァージョンを披露し、トロントでまた大きく変えた。これらのプリ・ヴァージョンはまだ原曲に似てはいたが、「ヘイ・ナウ」のコーラスは入っていた。最初に現在のヴァージョンの「ヘイ・ナウ」が演奏されたのはゲイ・ゲームズにおいて、ドラァグ・クイーンの格好で演じたものである。
映画『3人のエンジェル』の最後とエンドロールでこの曲が流された。
この曲はローパーにとって大いなる復帰作となった。主要国のヒットチャートで10位から40位に入り、アメリカではダンス・ヒットとなった。イギリスとニュージーランドでは4位にまで達した。

## 収録曲
アメリカ盤
1. ヘイ・ナウ（シングル・エディット）
2. ヘイ・ナウ（マイキー・ベネットヴァージョン）
3. ヘイ・ナウ（スライ&ロビー“ホーム・グロウン”ヴァージョン）
4. ヘイ・ナウ（ジュニア・ヴァスケス・リミックス）
5. ガールズ・ジャスト・ワナ・ハヴ・ファン（オリジナル・ヴァージョン）

日本盤
1. ヘイ・ナウ（シングル・エディット）
2. ヘイ・ナウ（マイキー・ベネットヴァージョン）
3. ヘイ・ナウ（スライ&ロビー“ホーム・グロウン”ヴァージョン）
4. ヘイ・ナウ（ジュニア・ヴァスケス・リミックス）

フランス盤
1. ヘイ・ナウ
2. ハット・フル・オブ・スターズ

### 順位
| チャート (1994/95)                    | 最高順位 |
| ------------------------------------- | -------- |
| ビルボード・トップ100                 | 87       |
| キャッシュボックス・トップ100シングル | 81       |
| オーストラリア                        | 67       |
| チリ                                  | 9        |
| コロンビア                            | 71       |
| フランス                              | 10       |
| ドイツ                                | 56       |
| アイルランド                          | 10       |
| イスラエル                            | 6        |
| 日本                                  | 8        |
| ニュージーランド                      | 4        |
| スウェーデン                          | 38       |
| スイス                                | 37       |
| イギリス                              | 4        |

### 公式ヴァージョン
1. ファクトリー・ダブ・ヴァージョン 6分50秒
2. ジュニア・ヴァスケス・リミックス“ダンスホール・メイン” 5分46秒
3. ジュニア・ヴァスケス・リミックス“ハーダー・ダンスホール” 5分46秒
4. ジュニア・ヴァスケス・リミックス“ラウンジ・ダブ” 6分0秒
5. ジュニア・ヴァスケス・リミックス“ラウンジ・ミックス” 6分12秒
6. ジュニア・ヴァスケス・リミックス“ポップ・ゴーズ・ザ・ダンスホール” 4:58
7. ジュニア・ヴァスケス・サウンドファクトリー・ミックス 7分40秒
8. マイキー・ベネット“カーニヴァル”ヴァージョン 6分4秒
9. マイキー・ベネット“カーニヴァル”ヴァージョン・エディティド 4分9秒
10. シングル・エディット 3分39秒
11. スライ&ロビー“ホーム・グロウン”ヴァージョン 4分16秒
12. ストレート・アップ・パス・ヴァージョン 7分13秒
13. テクノ・ダブ 3分55秒
14. テクノ・メイン・ミックス 8分23秒

## 各メディアでの登場
- テレビシリーズ『ジ・アドヴェンチャー・オヴ・スーパーマリオブラザース3』のエピソード「レイン・ストーム」で流れる。
- 『ザ・シンプソンズ』のエピソード「シンプソンズ家の大事件」で、ホーマーがヴィデオクリップのように通りをスキップしながら歌っている。
- プレイステーション2用Dance Dance Revolution#筐体で使用されている。
- 『セサミストリート』のコーナー「キッズ・ジャスト・ラヴ・トゥ・ブラッシュ」でパロディ使用された。このコーナーは、ローパーに似せたオレンジの髪の人形が、歯磨きによる口内衛生の喜びを歌う、というものである。
- ヒットから間もない1984年の漫画『ピーナッツ』の一遍では、野球の試合中にルーシーがフライを取り損ねたことに動転し、チャーリー・ブラウンが「なんで落ち着いていられるんだ」と聞いたところ、ルーシーは「女の子は楽しみたいだけよ (Girls just want to have fun.)」と答えた。
- 映画『シュレック2』のDVD版に収録された、サイモン・コーウェルのオーディション番組のパロディ『ファー・ファー・アウェイ・アイドル』で、この曲を歌う。
- NBCのホームコメディ『ザ・ゴールデン・ガールズ』の1エピソードに "Girls Just Want to Have Fun... Before They Die." というタイトルが付けられた。
- ヴィデオゲーム「ラビッツ・パーティー」のミニゲームでこの曲のリメーク版が登場する。
- 『特捜刑事マイアミヴァイス』のパイロット・エピソードに使用された。
- カナダのドラマ『デグラシ』は各エピソード名に1980年代のヒット曲を使用しており、この曲名も使用されている。このエピソードでは、エマ・ネルソンがローパーの格好で1980年代のダンスを踊っている。
- ホームコメディ『マリード・ウィズ・チルドレン』のエピソード名にも使用されている。
- 『ザ・シンプソンズ』には「ガールズ・ジャスト・ワナ・ハヴ・サムズ (Girls Just Want to Have Sums)」というエピソードがある。
- 1984年のSFコメディ映画『ナイト・オブ・ザ・コメット』で使用されている。
- ギルモア・ガールズのエピソード「この母あって この娘あり」の中で、ローレライが仕切ったファッションショーでこの曲が流れる。
- 2007年の映画『チャックとラリーおかしな偽装結婚!?』でこの曲が流れる。
- チャームドのシーズン5に「ニンフズ・ジャスト・ワナ・ハヴ・ファン」というエピソードがある。
- BONESのシーズン3・14話「アメリカン・アイドル殺人事件（The Wannabe in the Weeds）」にて、ブレナン博士がナイトクラブで同僚にこの曲を歌ってみせる。
- CBSは短期間「キッズ・ジャスト・ワナ・ハヴ・ファン」というヴァージョンを1980年代に早朝の宣伝番組で使用していた。

## その他のカヴァー・ヴァージョン
- ドイツのパンク・バンド、ウィーゾー (en:WIZO) はこの曲をカヴァーをした。
- ブラジルのバンド、ランダル・グレーヴ (Randal Grave) はパンク/スカヴァージョンを録音した。
- ダンスカヴァーは長年にわたり、アクティヴ8、グラマラマらの様々なアーティストによって歌われている。
- インディーズ・アーティストのノーマン・パーム (Norman Palm)は2007年のアルバム『ガールズ・アンド・ボーイズ』にこの曲のカヴァーを収録した[6]。
- アメリカのミュージシャン、グレッグ・ラズウェル (en:Greg Laswell) は2007年にカヴァーシングルをiTunes Storeで発表した。
- トリプル・イメージはジェイミー・リン・スピアーズと「ヘイ・ナウ」をカヴァーした。
- 日本の歌手、クリスタル・ケイは2003年のワールド・デビュー・アルバム『Natural』でこの曲をカヴァーした。
- プッシーキャット・ドールズ・プレゼント：ガーリシャス
- スペインのシンガー・ソングライター、ロシアン・レッドは2008年のアルバム『アイ・ラヴ・ユア・グラシズ』でカヴァーした。
- アメリカのヴァイオリニストでシンガー・ソングライターのエミリー・オータム (en:Emilie Autumn) は "The Asylum: The Plague" ツアーでカヴァーし、2枚組EPにクイーンのボヘミアン・ラプソディと同時に収録している。
- アメリカのロックバンド、ザ・キラーズは、ラスヴェガスのピュア・クラブでのサプライズ出演で、この曲をカヴァーした。
- ゲーム『カラオケ・レヴォリューション』 (en:Karaoke Revolution) にカヴァー曲が使用されている。
- マイリー・サイラスは彼女のセカンド・アルバム『ブレイクアウト』でカヴァーしている。
- 木村カエラは2013年のアルバム『ROCK』でN'夙川BOYSとともにデュエットでカヴァーした。